# ورانیا (بلغارستان)
ورانیا (به بلغاری: Vranya) یک منطقهٔ مسکونی در بلغارستان است که در ساندانسکی واقع شده‌است.